# Hecker (Illinois)
Hecker es una villa ubicada en el condado de Monroe en el estado estadounidense de Illinois. En el Censo de 2010 tenía una población de 481 habitantes y una densidad poblacional de 773,81 personas por km².

## Historia
Hecker fue originalmente llamado "Freedom", es decir "Libertad" en español. La ciudad fue presentada en la tierra de Theodore Hilgard. Fue planeado y estudiado por Thomas Singleton, inspector del condado, la primera casa fue construida en 1849. Debido a las quejas de la Oficina de Correos, ya que había otra ciudad que se hacía llamar Freedom en Illinois, se vieron obligados a cambiar el nombre. El coronel Friedrich Franz Karl Hecker, cuya granja estaba cerca de Summerfield, en el condado adyacente de St Clair, era conocido y muy respetado por los habitantes de la ciudad, y decidieron honrarlo nombrando a la ciudad después de él.

## Geografía
Hecker se encuentra ubicada en las coordenadas 38°18′18″N 89°59′39″O / 38.30500, -89.99417. Según la Oficina del Censo de los Estados Unidos, Hecker tiene una superficie total de 0.62 km², de la cual 0.62 km² corresponden a tierra firme y (0%) 0 km² es agua.

## Demografía
Según el censo de 2010, había 481 personas residiendo en Hecker. La densidad de población era de 773,81 hab./km². De los 481 habitantes, Hecker estaba compuesto por el 97.3% blancos, el 0% eran afroamericanos, el 0% eran amerindios, el 0% eran asiáticos, el 0% eran isleños del Pacífico, el 0.83% eran de otras razas y el 1.87% pertenecían a dos o más razas. Del total de la población el 1.04% eran hispanos o latinos de cualquier raza.